# 贾恩卡洛·马里内利
贾恩卡洛·马里内利（義大利語：Giancarlo Marinelli，1915年12月4日—1987年），意大利男子篮球运动员。他曾代表意大利参加1936年和1948年夏季奥林匹克运动会篮球比赛，分别获得第七名和第十七名。